# Терраформирование
Терраформирова́ние (англ. terraforming от лат. terra — земля и forma — вид) — целенаправленное изменение климатических условий, атмосферы, температуры, топографии или экологии планеты, спутника или же иного космического тела для приведения атмосферы, температуры и экологических условий в состояние, пригодное для обитания земных животных и растений. Сегодня эта задача представляет в основном теоретический интерес, но в будущем может получить развитие и на практике.
Термин «терраформирование»  (англ. terraforming) был придуман Джеком Уильямсоном в научно-фантастической повести "Collision Orbit", опубликованной в 1942 году в журнале Astounding Science Fiction и входившей в его серию произведений Seetee, хотя идея преобразования планет под земные условия обитания присутствовала уже в более ранних произведениях других писателей-фантастов. В англоязычной литературе используется и более широкий термин в отношении преобразования планет – планетарная инженерия (Planetary engineering). О возможном  преобразовании планет на примере Венеры из числа учёных писал астроном Карл Саган в своей работе The Planet Venus (1961 г.).

## Причины, которые могут привести к необходимости заселения других планет
Практическое значение терраформирования обусловлено необходимостью обеспечить нормальное существование и развитие человечества. С течением времени рост населения Земли, экологические и климатические изменения могут создать ситуацию, когда недостаток пригодной для обитания территории поставит под угрозу дальнейшее существование и развитие земной цивилизации. Такую ситуацию, например, создадут неизбежные изменения размеров и активности Солнца, которые чрезвычайно изменят условия жизни на Земле. Поэтому человечество будет естественным образом стремиться к перемещению в более комфортный пояс.
Помимо природных факторов, существенную роль могут сыграть и последствия деятельности самого человечества: экономическая или геополитическая ситуация на планете; глобальная катастрофа, вызванная применением оружия массового поражения; истощение природных ресурсов планеты и другое.
Возможность переселения во внеземные колонии со временем может привести к формированию культурных традиций, когда переселение людей в колонии будет происходить постоянно на протяжении многих поколений. Культурные традиции могут быть изменены прогрессом медицины, что может привести к значительному увеличению продолжительности жизни человека. Это, в свою очередь, может привести к «конфликту поколений», когда представители более молодых поколений и более старших начнут бороться между собой за жизненные ресурсы. Вообще, возможность решения политических конфликтов путём эмиграции диссидентов в колонии может значительно изменить политическую структуру многих демократических государств. В таком случае, процесс создания новых колоний будет подобен процессу строительства «элитных» микрорайонов, когда колонии создаются коммерческими структурами в надежде на окупаемость; или наоборот, строительству государственного жилья для малоимущих слоёв населения для уменьшения уровня преступности в трущобах и уменьшения влияния политической оппозиции в них. Рано или поздно «недвижимость» в Солнечной системе будет поделена, и процесс переселения не будет ограничиваться существующими в Солнечной системе планетарными объектами, но будет направлен в сторону других звёздных систем. Вопрос об осуществимости подобных проектов упирается в технологичность и выделение достаточных ресурсов. Как и в любых других сверхпроектах (как, например, строительство огромных ГЭС или железных дорог «от моря до моря», или, скажем, Панамского канала), риск и размер инвестиций слишком велик для одной организации и с большой вероятностью потребует вмешательства государственных структур и привлечения соответствующих инвестиций. Время реализации проектов по терраформированию околоземного пространства в лучшем случае может измеряться десятилетиями или даже столетиями.

## Критерии пригодности планет к терраформированию
Потенциально пригодные к немедленному заселению планеты можно разделить на три основные категории:
- Обитаемая планета (планета типа Земли), наиболее пригодная к заселению.
- Биологически сопоставимая планета, то есть планета в состоянии, подобном земному, миллиарды лет назад.
- Легко терраформируемая планета. Терраформирование планеты такого типа возможно провести с минимальными затратами. Например, планету с температурой, превышающей оптимум для биосферы Земного типа, можно охладить путём распыления пыли в атмосфере по принципу «ядерной зимы». А планету с недостаточно высокой температурой, наоборот, нагреть путём осуществления направленных ядерных ударов в залежи гидратов, что привело бы к выбросу в атмосферу парниковых газов.

Далеко не всякая планета может быть пригодна не только к заселению, но и к терраформированию. К примеру, в Солнечной системе непригодными к терраформированию являются газовые гиганты, поскольку они не имеют твёрдой поверхности, а также обладают высокой гравитацией (например, у Юпитера — 2,4 g, то есть 23,54 м/с²) и сильным радиационным фоном (при сближении с Юпитером космический аппарат «Галилео» получил дозу радиации, в 25 раз превышающую смертельную дозу для человека). В Солнечной системе наиболее подходящими условиями для поддержания жизни после терраформирования обладает прежде всего Марс. Остальные планеты либо малопригодны к терраформированию, либо встречают значительные трудности в преобразовании климатических условий.
Пригодность планет к терраформированию зависит от физических условий на их поверхности. Основными из этих условий являются:
- Ускорение свободного падения на поверхности планеты[7]. Гравитация терраформируемой планеты должна быть достаточной для удержания атмосферы с соответствующим газовым составом и влажностью. Планеты, имеющие слишком малые размеры и, следовательно, массу, совершенно непригодны, так как будет происходить быстрая утечка атмосферы в космическое пространство. Кроме того, определённая степень притяжения необходима для нормального существования на планете живых организмов, их размножения и устойчивого развития. Слишком высокая гравитация также может сделать планету непригодной для терраформирования ввиду невозможности комфортного существования на ней людей.
- Объём принимаемой солнечной энергии[8]. Для проведения работ по терраформированию планет необходим достаточный объём солнечной энергии для прогрева поверхности и атмосферы планеты. Прежде всего, освещённость планеты Солнцем (равно как и любой другой родительской звездой) должна быть достаточной для прогрева атмосферы планеты как минимум до достижения искусственного парникового эффекта для поддержания температур на поверхности, достаточных для устойчивого нахождения воды в жидком состоянии. Освещённость также необходима для осуществления воспроизводства энергии с помощью фото- или термопреобразователей и выполнения задач по терраформированию. С точки зрения освещённости зона, в которой есть необходимый объём солнечной энергии и в которой находятся подходящие планеты, достигает орбиты Сатурна, а следовательно в более глубоких областях космоса терраформирование в настоящее время невозможно. В будущем, при расширении Солнца, уровень энергии, достаточный для кратковременного (несколько сотен миллионов лет) поддержания жизни, окажется в пределах орбиты Плутона или же даже в ближних областях Пояса Койпера.Кратер Тихо на Луне, диаметр — 85 км

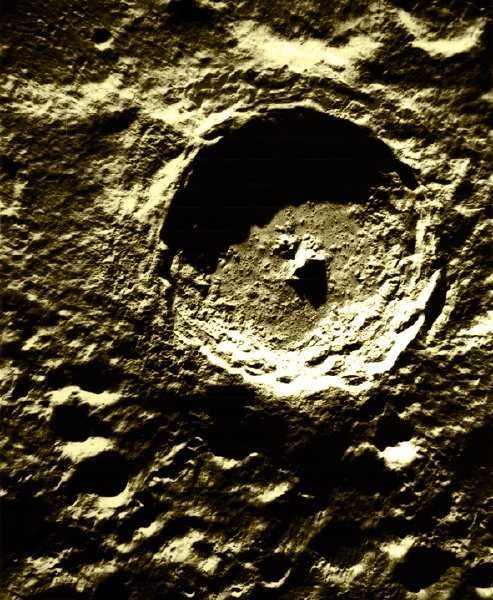
Кратер Тихо на Луне, диаметр — 85 км

- Наличие воды. Необходимое для поддержания заселения планеты растениями и животными количество воды — это одно из неизменных условий для возможностей заселения и успешного терраформирования. В Солнечной системе не так много планет, располагающих достаточными объёмами воды, и в этой связи кроме Земли может быть упомянут лишь Марс и спутники Юпитера (Европа, Ганимед, Каллисто) и Сатурна. В иных случаях необходимо либо завезти воду на планету с помощью технических средств, либо отказаться от терраформирования. Планеты с чрезмерным количеством воды, а также покрытые сплошным слоем льда упомянутые выше спутники Юпитера и Сатурна также могут быть малопригодны для заселения по той причине, что колонистам пришлось бы доставлять все необходимые элементы таблицы Менделеева с собой, так как все полезные ископаемые будут погребены под многокилометровым слоем льда.
- Радиационный фон[9] на планете.
- Характеристика поверхности[10]. Очевидно, что на планетах типа «газовый гигант» создать твёрдую поверхность практически невозможно. Технологический уровень для этого должен быть на порядок выше, чем для «размораживания» землеподобной планеты путём распыления сажи по поверхности. То же самое относится к планете с аммиачными ледниками глубиной несколько сотен километров или к планете с высокой вулканической активностью. Проблемы, связанные с постоянными извержениями расплавленных пород, землетрясениями или приливными волнами (аналогичными цунами на Земле), также создадут существенные проблемы при терраформировании.
- Наличие у планеты магнитного поля. В последнее время появились данные, что при отсутствии магнитного поля солнечный ветер активно взаимодействует с верхними слоями атмосферы. При этом молекулы воды расщепляются на водород и гидроксильную группу OH. Водород покидает планету, которая полностью обезвоживается. Подобный механизм действует на Венере.
- Астероидная ситуация[11]. В планетной системе, где астероидная ситуация отличается от нашей в худшую сторону, то есть где астероидный пояс находится в опасной близости от предполагаемого места заселения, планета может находиться под угрозой частых столкновений с астероидами, которые могут нанести существенный ущерб поверхности планеты и тем самым вернуть её в прежнее состояние (до терраформирования). Это означает, что в такой системе терраформаторы должны будут создать средства «регулировки астероидного движения», что потребует достаточно высокого технологического уровня.

«Условия пригодности для обитания флоры и фауны» по МакКею.
| Параметр                     | Значение          | Пояснение                                                                                   |
| ---------------------------- | ----------------- | ------------------------------------------------------------------------------------------- |
| Средняя температура          | 0 — 30 °C         | Средняя температура поверхности должна составлять около 15 °C                               |
| Флора                        |                   |                                                                                             |
| Среднее атмосферное давление | > 10 кПа          | Основными компонентами атмосферы должны быть водяной пар, O2, N2, CO2                       |
| Парциальное давление O2      | > 0,1 кПа         | Дыхание растений                                                                            |
| Парциальное давление CO2     | > 15 Па           | Нижний предел для условия протекания реакции фотосинтеза; нет однозначного верхнего предела |
| Парциальное давление N2      | > 0,1-1 кПа       | Азотфиксация                                                                                |
| Фауна                        |                   |                                                                                             |
| Среднее атмосферное давление | > 5 кПа < 500 кПа |                                                                                             |
| Парциальное давление O2      | > 25 кПа          |                                                                                             |
| Парциальное давление CO2     | < 10 кПа          | Ограничение содержания CO2 для избежания интоксикации                                       |
| Парциальное давление N2      | > 30 кПа          | Буферное содержание                                                                         |

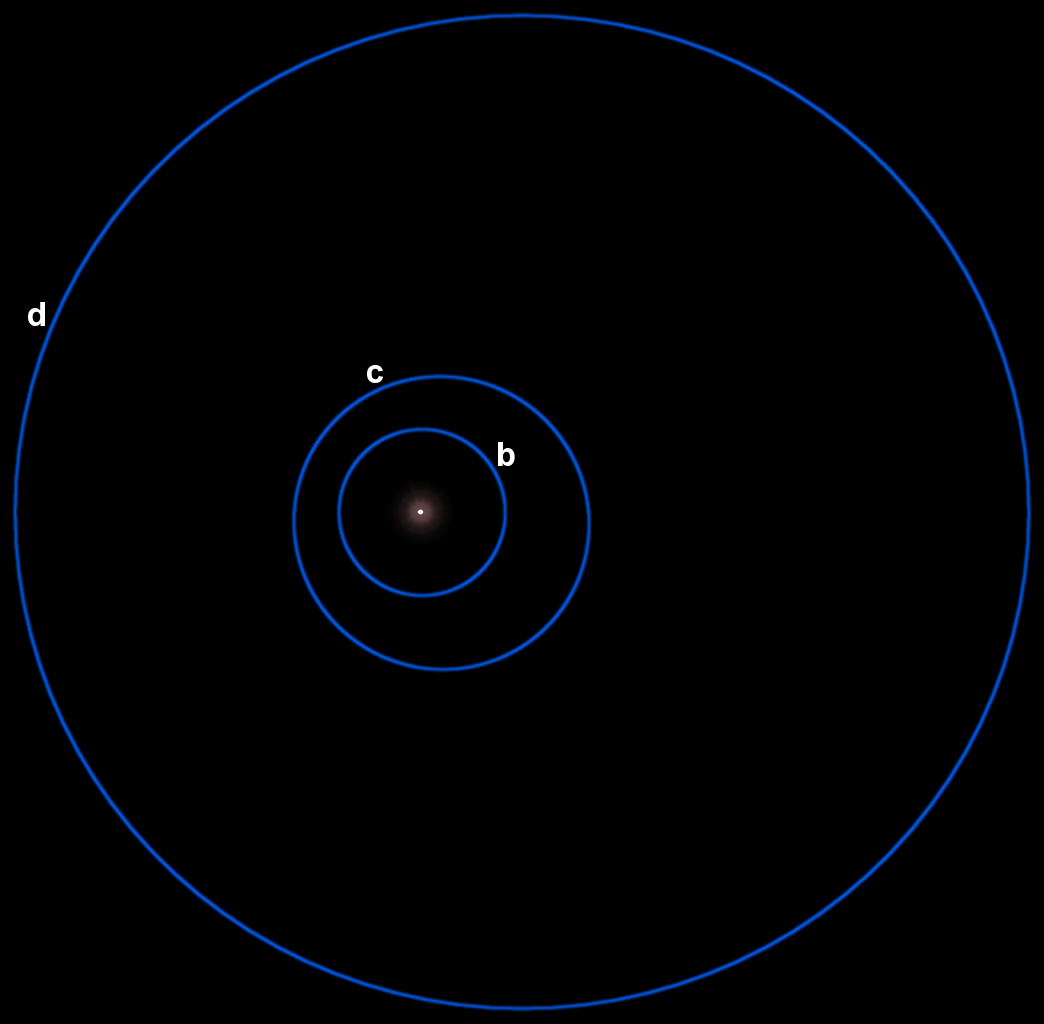
Орбиты планет в системе Глизе 581

В 2005 году возле звезды Глизе 581 была открыта планетная система. Главная «достопримечательность» системы — первая открытая человечеством экзопланета обитаемой зоны (англ. habitable zone) (Глизе 581 g), т. e. обладающая физическими характеристиками, делающими экзопланету потенциально обитаемой (в частности для данной планеты ускорение свободного падения — 1,6 g, температура — −3 — 40 °С и прочее). У звезды открыто шесть экзопланет. Четвёртая планета — ближайшая к звезде и самая маленькая по массе — открыта 21 апреля 2009 года. Её минимальная масса — 1,9 масс Земли, период обращения вокруг звезды — 3,15 дня.

## Претерраформирование

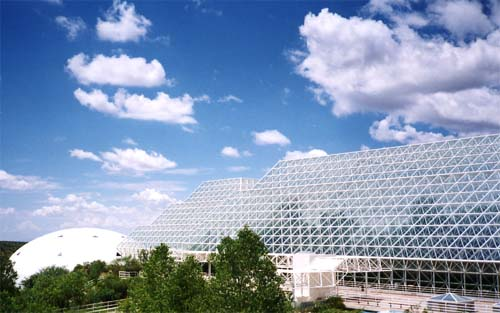
Биосфера 2 в Аризоне

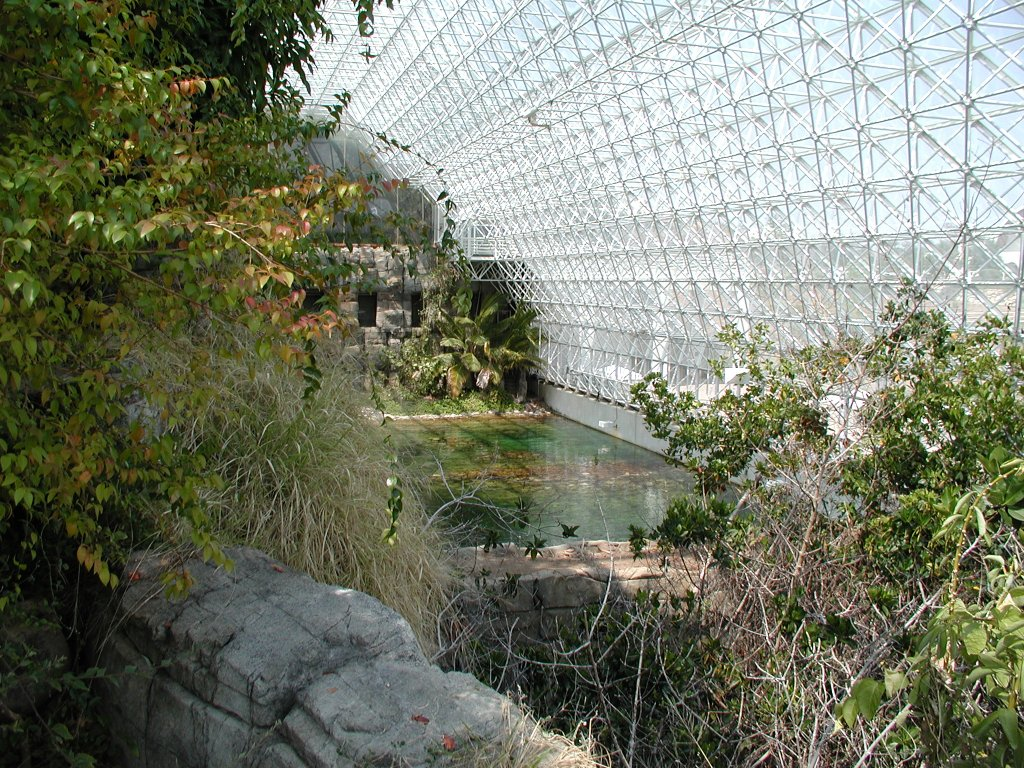
Биосфера 2 внутри. Блоки «Саванна» и «Океан».

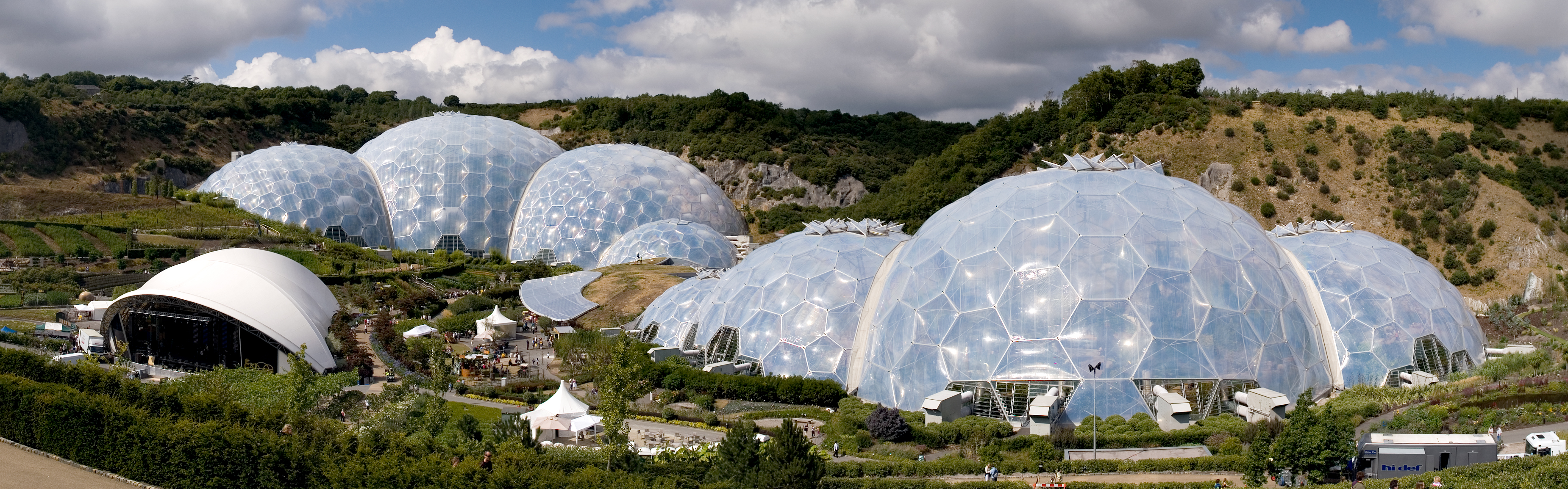
Проект Эдем (В Англии). Этот оранжерейный комплекс является крупнейшим в мире и занимает 1,559 га, достигая 55 м в высоту, 100 м в ширину и 240 м в длину — пространство, достаточное, чтобы разместить под куполом лондонский Тауэр

Претерраформирование (paraterraforming) — промежуточный шаг между планетной станцией и окончательным терраформированием, например, построение города-сада, по сути огромной искусственной биосферы. Подобного рода теплица-биосфера может охватывать всю планету, в особенности в условиях низкой гравитации, при которой вокруг планеты не удерживается собственная атмосфера. Такое технологическое решение также устраняет проблему охлаждения атмосферы: внутреннюю поверхность теплицы можно покрыть микроскопически тонким слоем алюминия, отражающего инфракрасное излучение. При подобном варианте терраформирования колонисты получают комфортабельные условия для жизни практически сразу по прибытии на планету, поскольку технологически не представляет сложности сделать защитный купол из лёгкого материала так, чтобы он мог быть перевезён на одном транспортном корабле приемлемого размера. Купол может быть сделан из мягкого материала и поддерживать свою форму за счёт внутреннего давления. Однако при колонизации планет с плотной атмосферой (например, Венера) этот вариант неприменим. (В условиях Венеры или подобной ей планеты с плотной атмосферой возможен вариант создания гигантского поселения купольного типа, превращённого в аэростат, так как земной воздух, то есть смесь азота с 21 % кислорода, весит легче, чем венерианская атмосфера, причём подъёмная сила воздуха в атмосфере Венеры составляет около 40 % от подъёмной силы гелия.) При высоте крыши купола в несколько километров внутри такой биосферы климат будет подобен земному и может быть управляем. Подобную колонию можно разместить в геологическом понижении, например, в кратере или долине, чтобы разместить основание купола над дном понижения. В современных крупных городах плотность населения порой достигает 10.000 чел/км². При этом находится место для парков, садов, пляжей и других заведений рекреационного типа, предоставляющих жителям возможность отдыха. Для колонии размером миллион человек необходимо будет построить биосферу размером порядка 100 км², то есть полусферу диаметром 12 км и весом (без растяжек, каркаса и прочих поддерживающих устройств) 15 тысяч тонн или 15 кг на человека (то есть меньше ручного багажа, который позволяют нести пассажирам самолёта). Несомненно будет существовать опасность разгерметизации системы при таких нештатных ситуациях, как падение астероида, крушение космического корабля или теракт. В случае ведения военных действий поверхность купола будет первой целью неприятеля. Это означает, что подобная колония будет вынуждена тратить значительные ресурсы на мероприятия оборонного типа. Так или иначе концепция биосферы вполне реалистична с учётом развития современных технологий, и вопрос осуществимости проекта упирается в удешевление доставки грузов на «высокую» орбиту Земли, что на данный момент стоит около $ 10 000 за кг.

## Перспективы терраформирования планет и спутников Солнечной системы

### Луна

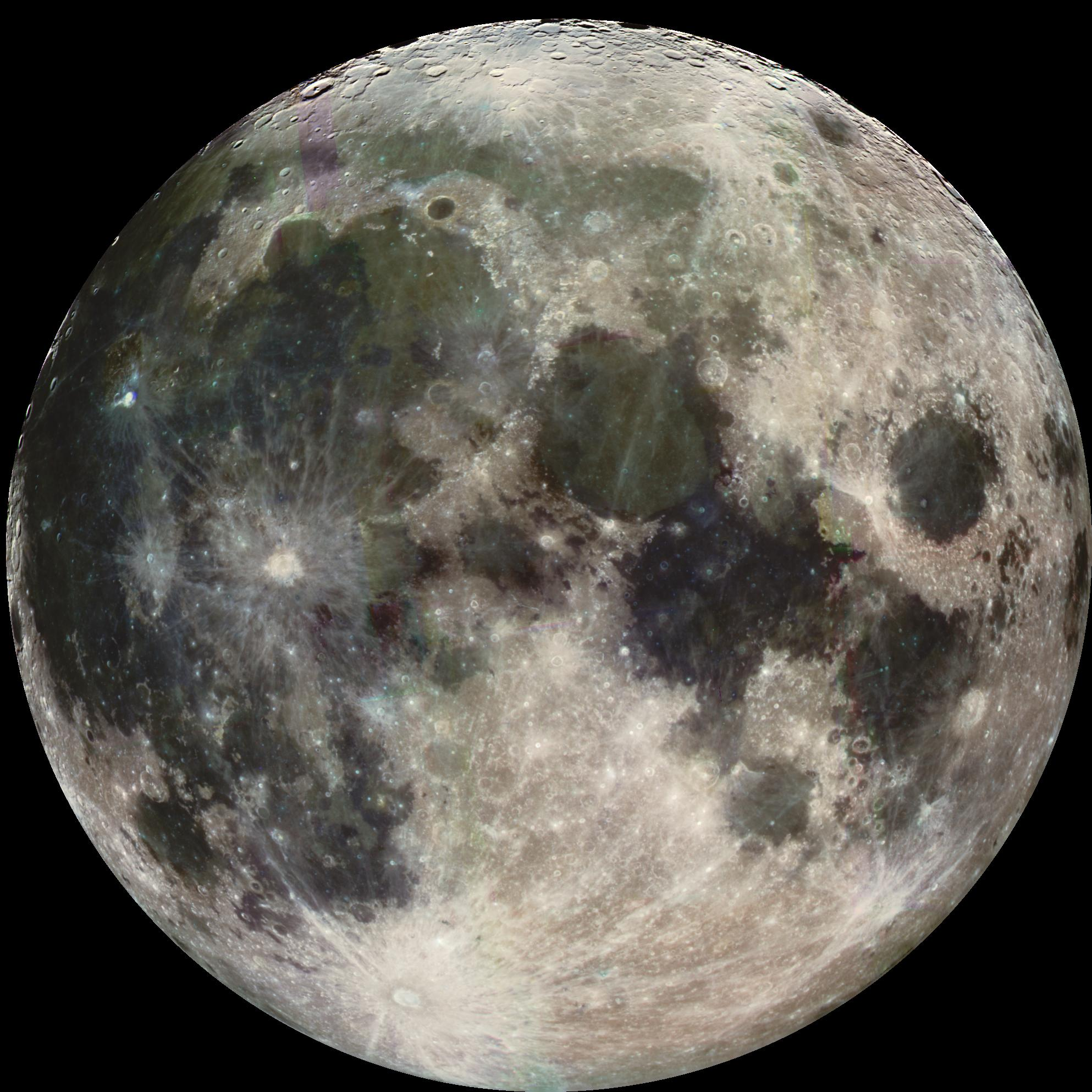
Луна, вид с Земли

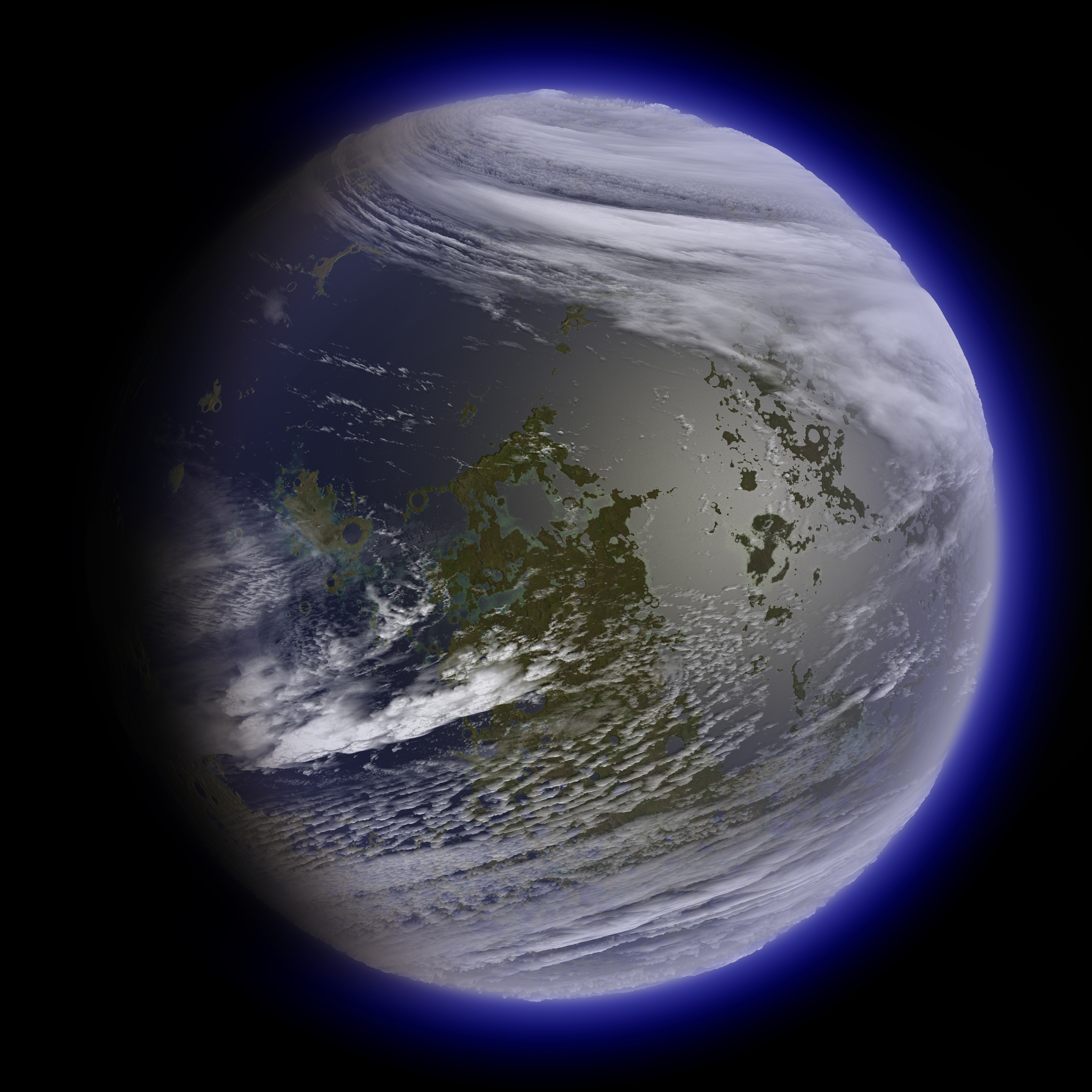
Терраформированная Луна, вид с Земли; рисунок художника

Луна — это естественный спутник Земли и самый близкий естественный объект к Земле, и в обозримом будущем вероятность её терраформирования достаточно велика. Площадь поверхности Луны составляет 37,9 млн км² (больше, чем площадь Африки), а ускорение свободного падения на поверхности 1,62 м/с². Луна способна удержать в течение неопределённо долгого срока лишь атмосферу из наиболее тяжёлых газов, таких, как ксенон; в силу невысокой гравитации атмосфера, состоящая из кислорода и азота, будет быстро (в течение десятков тысяч лет) рассеиваться в космическом пространстве. Приблизительные расчёты скорости молекул газов при прогреве, например, до 25—30 °C оказываются в пределах нескольких сотен метров в секунду, в то же время вторая космическая скорость на Луне около 2 км/с, что обеспечивает длительное удержание искусственно созданной атмосферы (время падения плотности атмосферы в 2 раза для воздуха составляет около 10 000 лет). Луна не имеет магнитосферы и не может противостоять солнечному ветру. Экономически выгодно оставить Луну в прежнем виде. Она может играть роль своеобразного «космопорта» Земли.
Основные предложенные способы терраформирования Луны:
- Бомбардировка астероидами с водно-аммиачными льдами;
- Биогенное воздействие земными бактериями и водорослями, устойчивыми к первичной искусственной атмосфере Луны и условиям жёсткой солнечной радиации[источник не указан 1431 день].

### Марс

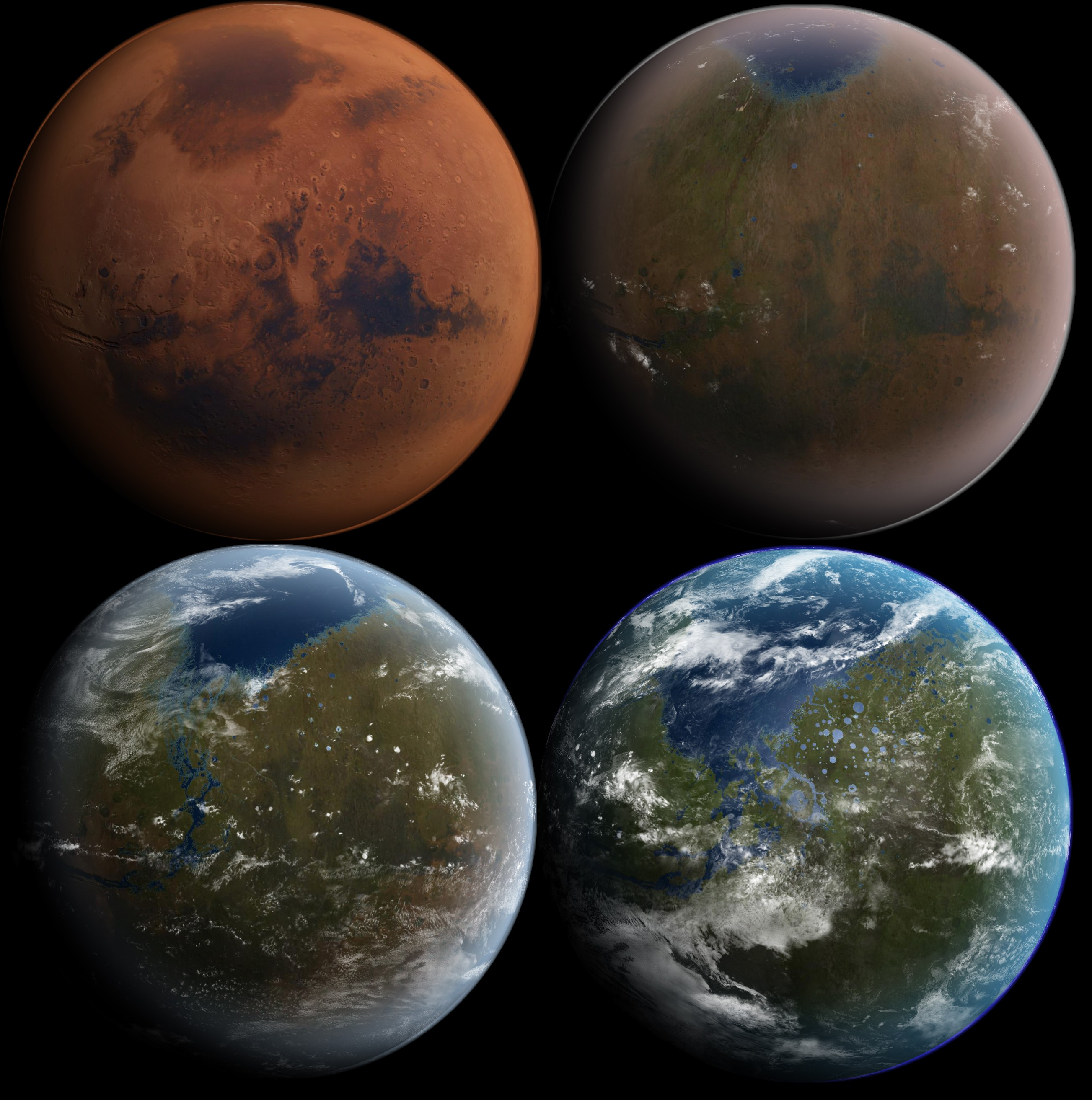
Терраформирование Марса в четыре этапа, рисунок художника

Марс является наиболее подходящим кандидатом на терраформирование (площадь поверхности равна 144,8 млн км², что составляет 28,4 % от площади поверхности Земли, и приблизительно равно площади её суши). Ускорение свободного падения на экваторе Марса составляет 3,711 м/с², а количество солнечной энергии, принимаемой поверхностью Марса, составляет 43 % от количества, принимаемого поверхностью Земли. На данный момент Марс представляет собой, возможно, безжизненную планету. В то же время, полученный объём информации о Марсе позволяет говорить о том, что природные условия на нём были некогда благоприятны для зарождения и поддержания жизни. Марс располагает значительными количествами водного льда и несёт на своей поверхности многочисленные следы благоприятного климата в прошлом: высохшие речные долины, залежи глины и многое другое. Многие современные учёные сходятся в едином мнении о том, что планету возможно нагреть, и создать на ней относительно плотную атмосферу, и NASA даже проводит дискуссии по этому поводу.
Основную проблему для колонизации составляет отсутствие у Марса планетарного магнитного поля, что приводит к сильному воздействию на него солнечного ветра.

### Венера

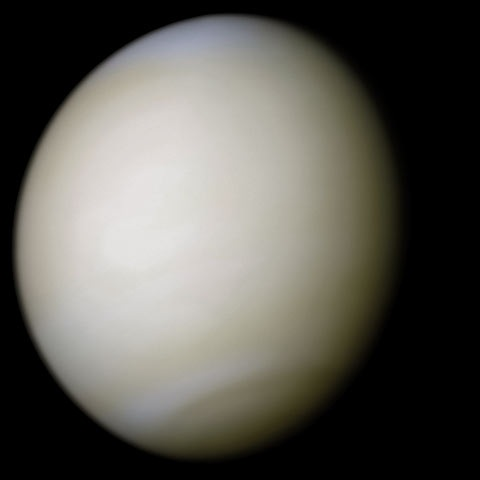
Венера в естественных цветах, снятая «Маринер-10»

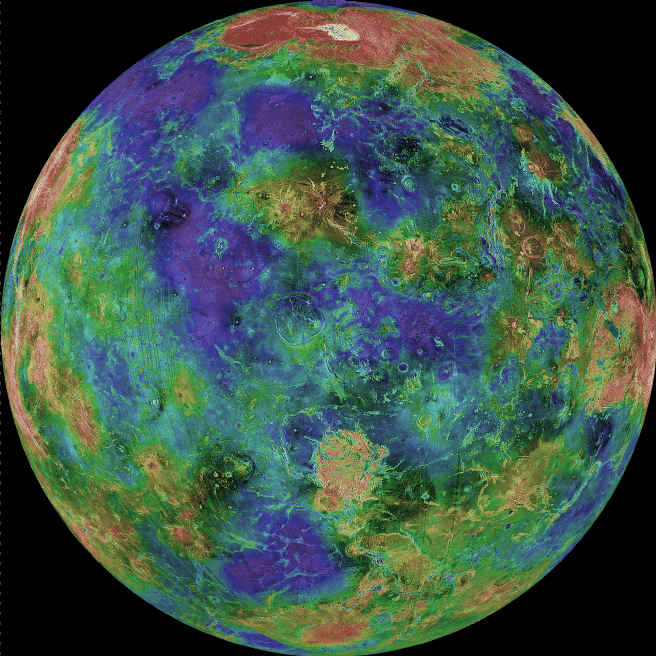
Топографическая карта Венеры

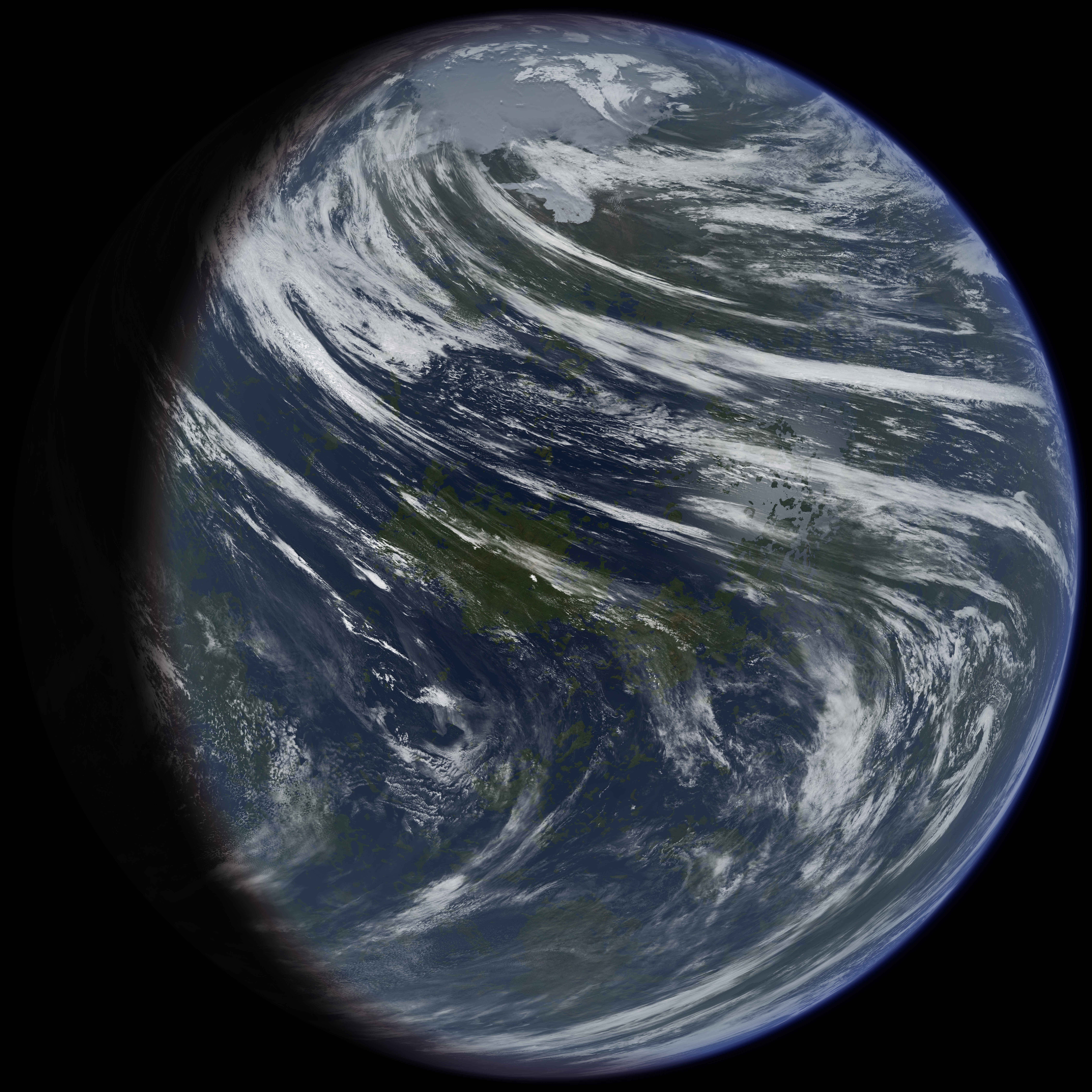
Терраформированная Венера; рисунок художника

Колонизация Венеры была предметом многих работ научной фантастики ещё до рассвета космического полёта, и до сих пор обсуждается как с фантастической, так и с научной точки зрения. Однако, с открытием чрезвычайно враждебной поверхностной среды Венеры, внимание в значительной степени переключилось на колонизацию Луны и Марса, вместо этого, с предложениями относительно Венеры, сосредоточенной на колониях, плавающих в верхней средней части атмосферы и на терраформировании.

### Меркурий

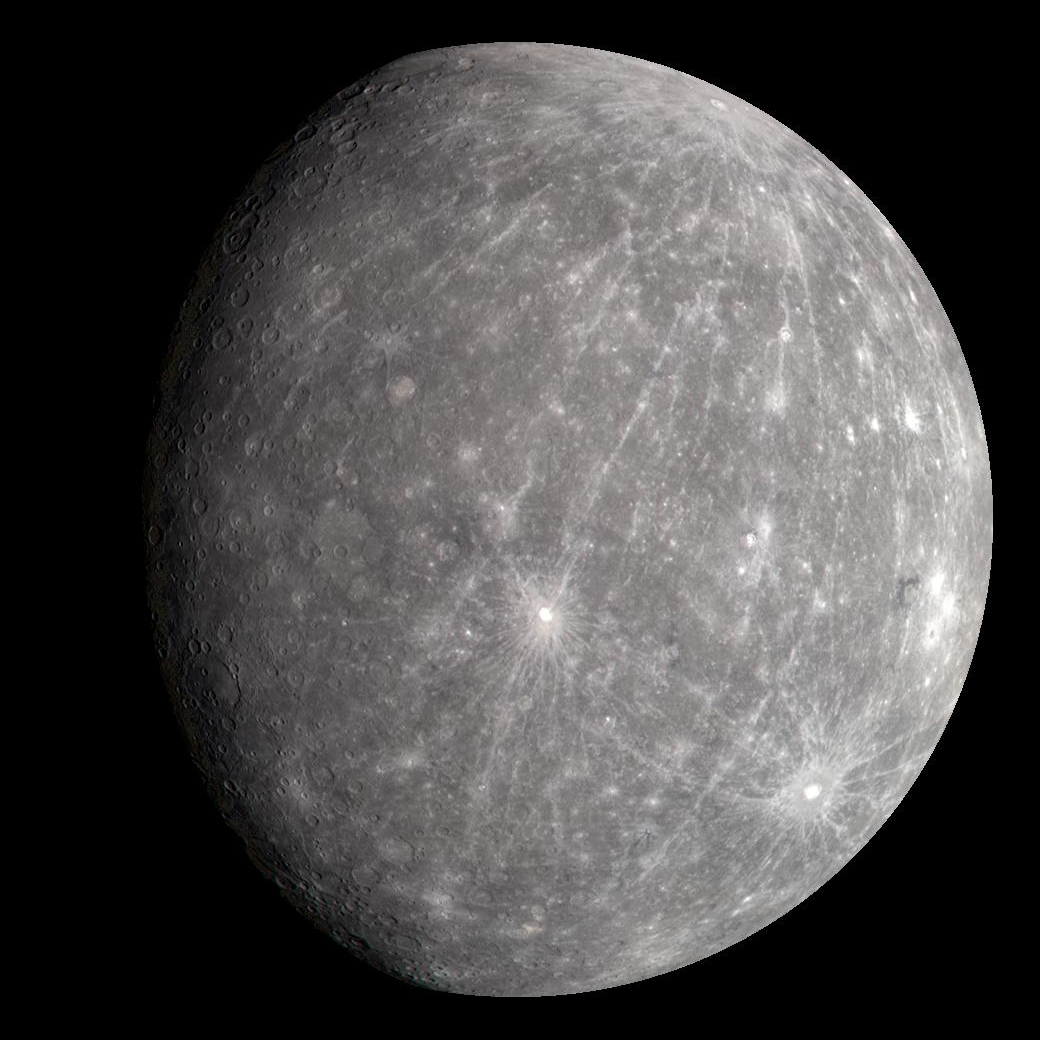
Меркурий

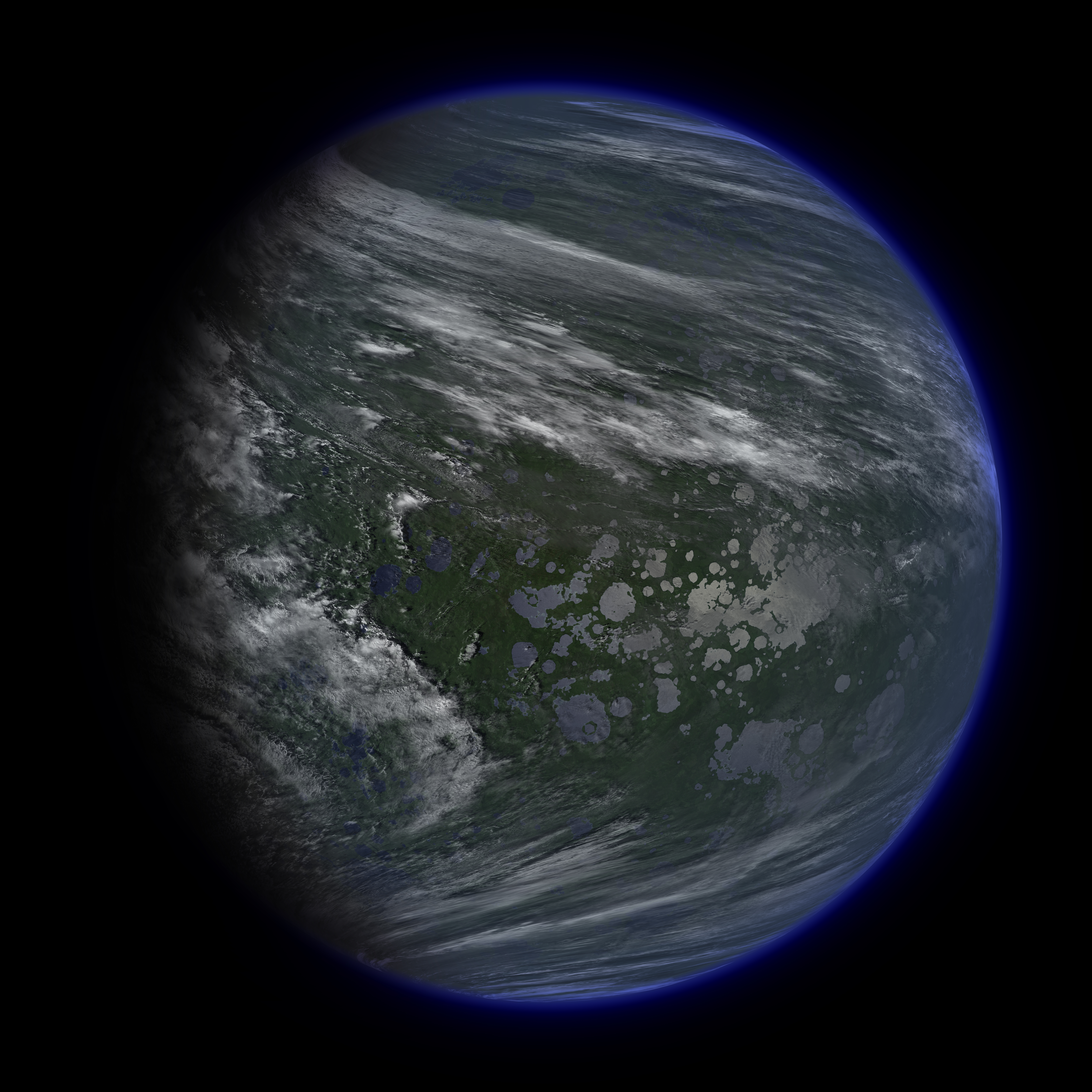
Терраформированный Меркурий, в представлении художника

Терраформирование Меркурия представляет собой несравненно более тяжёлую задачу, чем терраформирование Луны, Марса или Венеры. Площадь поверхности Меркурия составляет 75 млн км², как Северная Америка и Евразия, а ускорение свободного падения в среднем около 3,7 м/с². Он способен удержать относительно плотную атмосферу, изготовленную из привозного материала (водно-аммиачные льды). Наибольшими препятствиями на пути терраформирования Меркурия являются его близкое положение к Солнцу и крайне медленное вращение вокруг оси. Уровень солнечной энергии, падающей на поверхность Меркурия, весьма различен и в зависимости от времени года и широты составляет от 0 (в кратерах на полюсах, которые никогда не видят солнечного света) до 11 кВт/м². При точно рассчитанной бомбардировке Меркурия астероидами эти недостатки могут быть устранены, но потребуют очень больших расходов энергии и времени. Вполне вероятно, в отдалённом будущем человечество будет обладать возможностями смещать планеты со своих орбит. Наиболее предпочтительно было бы «поднять» орбиту Меркурия на 20—30 млн км от её нынешнего положения. Важную роль в терраформировании Меркурия может сыграть солнечная энергия, которую уже на современном этапе развития технологий можно эффективно использовать. Меркурий — планета достаточно плотная и содержит большое количество металлов (железо, никель), и, возможно, значительное количество ядерного топлива (уран, торий), которые могут быть использованы для освоения планеты. К тому же, близость Меркурия к Солнцу позволяет предполагать наличие значительных запасов гелия-3 в поверхностных породах.

### Титан

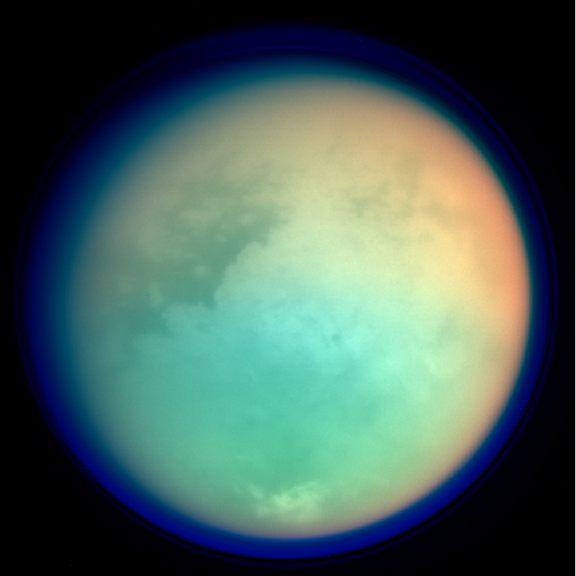
Мультиспектральный снимок Титана. Светлая область в центре — «материк» Ксанаду

### Планеты-гигантыикоричневые карлики
Терраформирование и непосредственная колонизация планет-гигантов и коричневых карликов представляется в ближайшем будущем невозможной, так как эти планеты/сверхпланеты не обладают твёрдой поверхностью. На настоящий момент человечеству не известны способы создания твёрдой поверхности у газовых гигантов и коричневых карликов. Единственным способом, известным на сегодняшний день, могла бы стать переработка газов с помощью управляемого термоядерного синтеза, но и это требует высокого уровня технического прогресса и пока невозможно. К тому же неизвестно, существуют ли в Солнечной системе коричневые карлики или нет.
Есть два кандидата.
- Объект U. Размеры его могут быть от размеров Марса и суперземли (если в нескольких сотнях а. е. от Солнца) до размеров Сатурна и выше (в 20000 а. е.). Период обращения — от тысяч до миллионов лет[источник не указан 1431 день].
- Немезида.

Если она существует, то всё равно неясно, что это — красный, белый или коричневый карлик. Период обращения должен быть от 26 до 27,5 миллионов лет.

### Другие кандидаты для колонизации
Теоретически рассматриваются (например, Роберт Зубрин «Settling the Outer Solar System: The Sources of Power») многие планеты и спутники планет. Из наиболее часто упоминаемых кандидатов стоит назвать остальные, менее крупные спутники Сатурна — Тефия, Диона, Рея, Япет и Энцелад, где, возможно, есть жидкая вода, карликовая планета Церера, пять наиболее крупных спутников Урана (Ариэль, Оберон, Титания, Умбриэль и Миранда) и спутник Нептуна — Тритон и даже более отдалённые карликовые планеты и другие объекты — Церера, Плутон и его самый большой спутник — Харон, и т. д. Для заселения этих объектов потребовались бы огромные затраты энергии.

## Технические возможности осуществления

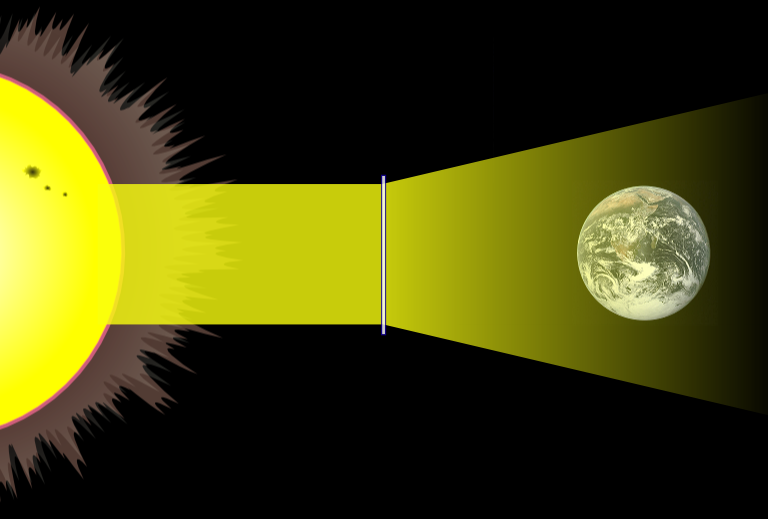
Космическая линза (сделанная по принципу линзы Френеля на основе тонких мембран), предлагаемая для терраформирования Венеры или Марса

На современном этапе развития технологий возможности для проведения терраформирования климатических условий на других планетах весьма ограничены. Уже к концу XX века земляне обладали возможностями для запуска ракет к наиболее далёким планетам Солнечной системы для выполнения задач научного характера. Мощности и скорости, а также возможности масштабного запуска ракет в космос в начале XXI века значительно возросли, и в случае спонсирования крупными космическими державами, такими как США, Россия или Китай, уже в наши дни человечеству вполне под силу выполнение определённых задач по терраформированию планет. В настоящее время возможности современной астрономии, ракетной, вычислительной техники и других областей высоких технологий прямо или косвенно позволяют, например, буксировать небольшие астероиды, вносить небольшие объёмы бактерий в атмосферы или почву других планет, доставлять необходимое энергетическое, научное и другое оборудование.

Страны, подписавшие договор об освоении космоса

В настоящее время достигнут некоторый уровень кооперации между различными космическими агентствами, которые в прошлом работали параллельно. Если предположить, что такая практика будет существовать и в будущем, то развитие технологии освоения космоса несомненно будет продолжаться быстрыми темпами. Мировой ВВП в конце первого десятилетия XXI века составляет около $70 трлн, и, при наличии согласия между мировыми лидерами, мог бы позволить гораздо более щедрое выделение средств на развитие космонавтики. Учитывая, что статистика развития мировой экономики указывает на ускорение темпов её развития, то можно предположить, что выделение сравнительно малого процента мирового ВВП для финансирования сможет теоретически ускорить разработку необходимых технологий в десятки раз и даже сотни раз (бюджет НАСА например в 2009 г. составляет около $17 млрд/год. С 1958 по 2008 годы НАСА на космические программы истратила (с учётом инфляции) около $810,5 млрд).

### Важнейшие задачи учёных-терраформистов

#### Удешевление доставки грузов в космос
Терраформирование планет подразумевает необходимость доставки значительного количества грузов с поверхности Земли на высокую орбиту. Ввиду неприемлемости использования ядерных ракетных двигателей в атмосфере Земли и практических ограничений на использование существующих ракетных двигателей, необходимо использовать альтернативные системы доставки грузов на орбиту:
- Общепланетное транспортное средство
- Космический лифт
- Стационарные пусковые установки космических кораблей, основанные на принципе линейного двигателя высокого ускорения. На данный момент не существуют. Теоретически, реализуемы при достаточном количестве энергии и использовании сверхпроводников.
- Прочие проекты, как, например, наземная лазерная пушка для ускорения корабля в космосе.

Кроме того, существуют реализованные проекты многоразовых космических кораблей (Спейс шаттл, Буран), которые использовали обычные химические ракетные двигатели, и метод посадки по принципу самолёта — на взлётно-посадочную полосу. Данные проекты были свёрнуты из-за экономических, политических и иных причин, хотя при увеличении количества запусков и надёжности они могли бы быть более экономически эффективны, чем одноразовые ракеты. Также существует концепция вертикальной посадки ракет или их частей (Falcon 9, New Shepard). Возвращение космических кораблей целиком или возвращение их частей может позволить значительно снизить стоимость запусков вне зависимости от того, будут ли использоваться традиционные или инновационные решения в конструкции самого транспортного средства. На этом принципе основан проект сверхтяжёлой полностью возвращаемой ракеты-носителя SpaceX Starship, использование которой, как планируется, снизит стоимость доставки грузов на орбиту на порядки. По оценке президента Pioneer Astronautics Роберта Зубрина, в качестве системы доставки на Луну стоимость программы Starship составит лишь 1 % от стоимости программ на основе Saturn V 1960-х годов или на основе современной SLS в сопоставимых ценах
- Использование так называемых «Солнечных парусов» для передвижение в космосе за счёт давления создаваемого солнечным ветром, однако для перевозки необходимого количества ресурсов нужны большие «паруса», такой вид передвижения от Земли и до нужной планеты в нашей системе, мог бы значительно удешевить транспортировку ресурсов от точки до точки, а для взлёта и посадки использовать двигатели, правда каждый раз поднимать и опускать таких размеров аппарат может очень дорого обойтись, именно поэтому имеет смысл использовать этот аппарат как межпланетную станцию в солнечной системе, а взлёты и посадки с ресурсами будут осуществлять ракеты находящиеся на борту такого рода аппарата.

#### Увеличение скорости межпланетных перевозок
Груз, доставленный на высокую орбиту, необходимо будет доставить непосредственно на терраформируемую планету. В настоящее время для межпланетных полётов используется гравитация «попутных» планет (см. Гравитационный манёвр). Такой подход неприемлем для регулярных грузо-пассажирских перевозок в пределах Солнечной системы. Необходимо использование ядерных ракетных двигателей. В отличие от обычной химической ракеты, ядерный двигатель может представлять собой комбинацию ядерного реактора и ионного двигателя, экономно расходующего рабочее тело и позволяющего обеспечить длительный срок активного разгона космического аппарата.
Принцип работы ионного двигателя заключается в ионизации газа и его разгоне электростатическим полем. Благодаря высокому отношению заряда к массе становится возможным разогнать ионы до очень высоких скоростей (210 км/с по сравнению с 3,0—4,5 км/с у химических ракетных двигателей). Таким образом, в ионном двигателе можно достичь очень большого удельного импульса, что позволяет значительно уменьшить расход реактивной массы ионизированного газа по сравнению с расходом реактивной массы в химических ракетах. Первоочередной задачей является значительное (в тысячи раз) увеличение мощности подобных двигателей и создания соответствующих им по мощности ядерных реакторов. При условии отсутствия атмосферы грузовой корабль может постепенно разгоняться, набирая скорость от 10 до 100 км/с. Увеличение скорости полёта особенно важно для пассажирских перевозок, при которых необходимо уменьшить получаемую пассажирами дозу радиации, главным образом — за счёт сокращения времени перелёта. Основные трудности в реализации работ по ядерным ракетным двигателям заключаются как в высокой степени радиоактивного загрязнения продуктами выброса двигателя, так и в неприятии подобной технологии населением, а также экологическим движением стран-разработчиков (ведущие страны — Россия, США). Здесь также возможно использование Луны как межпланетно-транзитного пункта, что позволило бы не подвергать земную атмосферу радиоактивному загрязнению (доставляя необходимые ресурсы с Земли на Луну на более экологически чистых ракетах, и их транзит на ракетах с ядерными двигателями).

#### Термоядерная энергетикаигелий-3
Общее количество гелия-3 в атмосфере Земли оценивается в 35 000 тонн, его добывают в очень небольших количествах, исчисляемых несколькими десятками граммов за год, однако на Луне он находится в значительном количестве.
В настоящее время контролируемая термоядерная реакция осуществляется путём синтеза дейтерия 2H и трития 3H с выделением гелия-4 4He и «быстрого» нейтрона n:
{\displaystyle {}^{2}{\textrm {H}}+{}^{3}{\textrm {H}}\rightarrow {}^{4}{\textrm {He}}(3,5MeV)+n(14,1MeV)}
Однако при этом большая часть выделяемой кинетической энергии приходится на нейтрон. В результате столкновений осколков с другими атомами эта энергия преобразуется в тепловую. Помимо этого, быстрые нейтроны создают значительное количество радиоактивных отходов. В отличие от этого синтез дейтерия и гелия-3 3He не производит радиоактивных продуктов:
{\displaystyle {}^{2}{\textrm {H}}+{}^{3}{\textrm {He}}\rightarrow {}^{4}{\textrm {He}}(3,7MeV)+p(14,7MeV)},
где p — протон
Это позволяет использовать более простые и эффективные системы преобразования кинетической реакции синтеза, такие, как магнитогидродинамический генератор.

## Характеристика объектов Солнечной системы
| Планета  | Центральное тело | Температура поверхности, °C | Температура поверхности, °C | Температура поверхности, °C | Атмосферное давление, кПа | Гравитация в зоне экватора | Гравитация в зоне экватора | Площадь поверхности, млн км² | Орбитальный период, часов | Сидерический период, суток | Минимальное расстояние от Земли, млн км |
| Планета  | Центральное тело | миним.                      | средняя                     | максим.                     | Атмосферное давление, кПа | м/с²                       | g                          | Площадь поверхности, млн км² | Орбитальный период, часов | Сидерический период, суток | Минимальное расстояние от Земли, млн км |
| -------- | ---------------- | --------------------------- | --------------------------- | --------------------------- | ------------------------- | -------------------------- | -------------------------- | ---------------------------- | ------------------------- | -------------------------- | --------------------------------------- |
| Луна     |                  | −160                        | −23                         | +120                        | ~0                        | 1,62                       | 0,17                       | 38                           | 655                       | 27,3                       | 0,36                                    |
| Марс     |                  | −123                        | −63                         | +27                         | 0,6                       | 3,72                       | 0,38                       | 145                          | 24,6                      | 687                        | 56                                      |
| Венера   |                  | −45                         | +464                        | +500                        | 9 322                     | 8,87                       | 0,90                       | 460                          | 5832                      | 224                        | 45                                      |
| Меркурий |                  | −183                        | +350                        | +427                        | ~0                        | 3,70                       | 0,38                       | 75                           | 1408                      | 87,9                       | 90                                      |
| Титан    | Сатурн           | н/д                         | −180                        | н/д                         | 160                       | 1,35                       | 0,14                       | 83                           | 381,6                     | 15,9                       | 1250                                    |
| Европа   | Юпитер           | −223                        | −170                        | −148                        | 10−9                      | 1,31                       | 0,13                       | 31                           | 10                        | 3,6                        | 588                                     |
| Ганимед  | Юпитер           | н/д                         | −165                        | н/д                         | ~0                        | 1,43                       | 0,15                       | 87                           | 10                        | 7,2                        | 587                                     |
| Каллисто | Юпитер           | н/д                         | −155                        | н/д                         | 10−6                      | 1,24                       | 0,13                       | 73                           | 10                        | 16,7                       | 585                                     |
| Ио       | Юпитер           | −185                        | −145                        | +2300                       | ~0                        | 1,79                       | 0,18                       | 42                           | 10                        | 1,7                        | 588                                     |
| Тритон   | Нептун           | н/д                         | −235                        | н/д                         | 0,15*10−2                 | 0,8                        | 0,09                       | 23,018                       | 16                        | 5,88                       | 4 337                                   |
| Юпитер   |                  | −165                        | −125                        | н/д                         | 200                       | 23,10                      | 2,36                       | 61 400                       | 10                        | 4 333                      | 588                                     |
| Сатурн   |                  | −191                        | −130                        | н/д                         | 140                       | 9,05                       | 0,92                       | 43 800                       | 10,5                      | 10 750                     | 1 277                                   |
| Уран     |                  | −214                        | −205                        | н/д                         | 120                       | 8,69                       | 0,89                       | 8 084                        | 17                        | 30 707                     | 2 584                                   |
| Нептун   |                  | −223                        | −220                        | н/д                         | 100                       | 11,15                      | 1,14                       | 7 619                        | 16                        | 60 223                     | 4 337                                   |
| Церера   | Солнце           | н/д                         | −106                        | −34                         | ~0                        | 0,27                       | 0,02                       | 11                           | 9                         | 1 680                      | 231                                     |
| Эрида    | Солнце           | −243                        | −230                        | −218                        | ~0                        | 0,8                        | 0,08                       | 18                           | н/д                       | 203 500                    | 5 497                                   |
| Плутон   | Солнце           | −240                        | −229                        | −218                        | 0,3∙10−3                  | 0,58                       | 0,06                       | 17,95                        | 153                       | 90 613                     | 4 285                                   |
| Макемаке | Солнце           | н/д                         | −243                        | н/д                         | ~0                        | 0,5                        | 0,05                       | 6,3                          | н/д                       | 113 179                    | 5 608                                   |
| Иксион   | Солнце           | н/д                         | −229                        | н/д                         | ~0                        | 0,23                       | 0,02                       | 2                            | н/д                       | 91 295                     | 4 349                                   |
| Орк      | Солнце           | н/д                         | −228                        | н/д                         | ~0                        | 0,20                       | 0,02                       | 11                           | н/д                       | 90 396                     | 4 415                                   |
| Квавар   | Солнце           | н/д                         | −230                        | н/д                         | ~0                        | ~0,33                      | ~0,03                      | 20                           | н/д                       | 104 450                    | 6 117                                   |
| Седна    | Солнце           | н/д                         | < −240                      | н/д                         | ~0                        | ~0,49                      | ~0,04                      | ~28                          | 10                        | 4 401 380                  | 11 423                                  |

## Альтернатива терраформированию планет

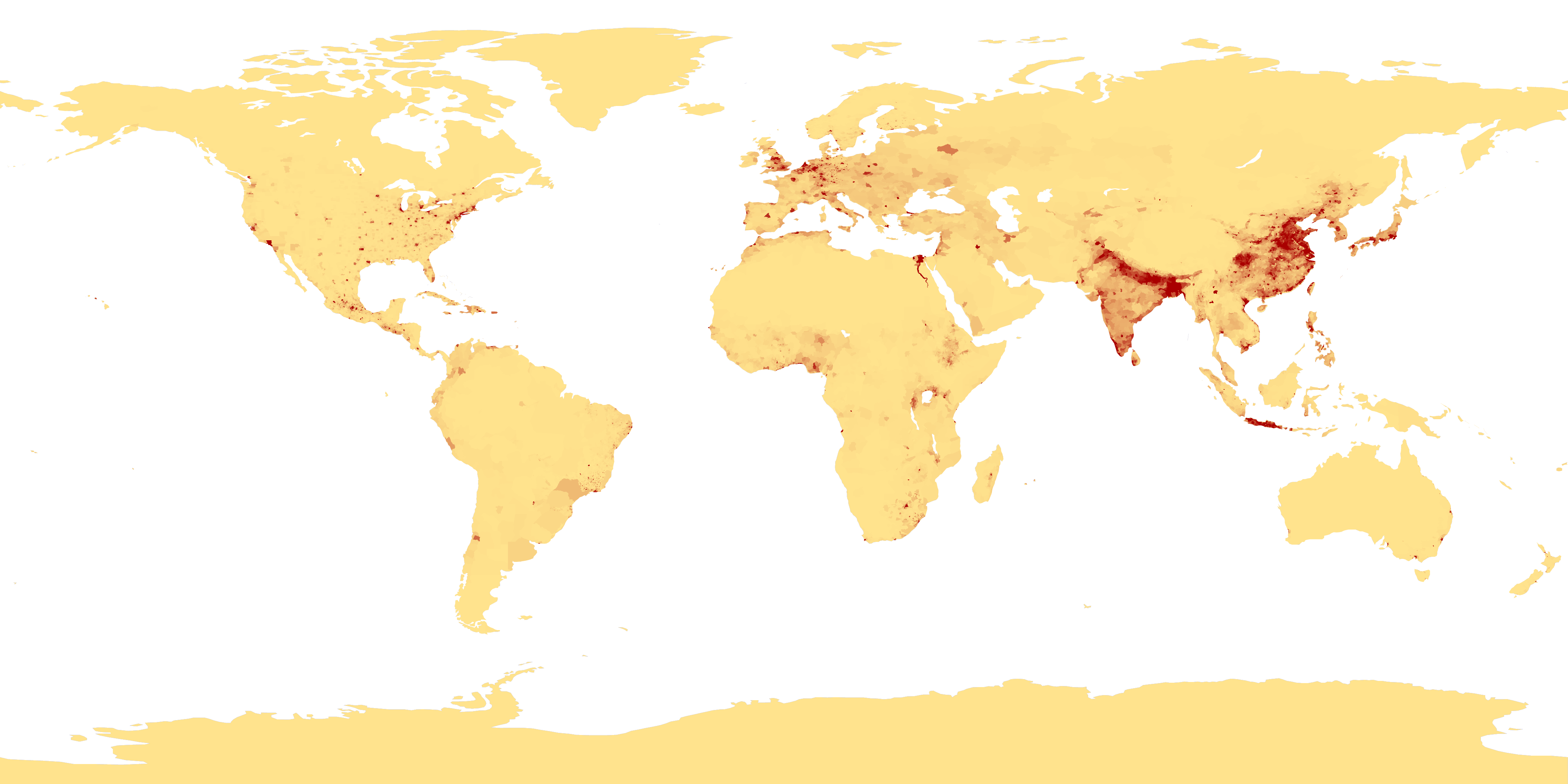
Карта плотности населения Земли

В части освоения космического пространства, в долгосрочной перспективе, альтернативой терраформированию планет может быть только создание автономных, изолированных биосфер, что менее затратно, но делает будущие колонии несколько уязвимыми.
В части решения проблемы перенаселённости планеты, альтернативой терраформированию в ближайшем будущем является более полное и рациональное использование территориальных и энергетических возможностей самой Земли. Площадь поверхности Земли составляет 510,1 млн км², что больше, чем у любой другой планеты земной группы в Солнечной системе. При этом площадь поверхности суши составляет 148,9 млн км², что немногим более всей площади поверхности Марса, а площадь мирового океана — 361,1 млн км². С ростом технологического уровня для человечества станет доступным более рациональное использование как площади современной суши, так и освоение донного пространства мирового океана, в том числе за счёт развития подземной инфраструктуры (внесение под землю крупных предприятий, электростанций, автостоянок, а также развитие подземного транспорта и жилья) и должная подготовка дна мирового океана. Водная поверхность пригодна для обитания уже в наши дни. Сооружения понтонного типа (например, аэропорты) уже строятся в некоторых густонаселённых странах. С созданием экономичных технологий могут появится и плавающие города. Один из наиболее известных проектов, в рамках которых ведутся подобные разработки — «Freedom Ship».

Поскольку терраформирование в настоящее время пока ещё является по большей части умозрительной технологией, основанной на существующих в данный момент технологических решениях, схожих по своему духу с колонизацией незаселённых территорий Земли, то можно предположить, что в далёком будущем проблемы обитания людей на других планетах будут решаться не только изменением облика этих планет, но и другими способами, схожими с теми, которые применялись в прошлом. Например, колонизация многих тропических стран не удалась по причине высокой смертности колонистов из-за тропических болезней, и от таких колоний часто оставались лишь потомки колонистов, смешавшихся с местными жителями. В фантастике проблемы обитания разумных существ в чуждых им условиях зачастую «решаются» путём изменения биологии самих людей — превращения их в инопланетян, андроидов или богоподобных существ (как например в сериалах Звёздные врата или в фильме Супермен). Также часто используются такие решения, как существование людей в полностью симулированной реальности (как в фильме Матрица) или частично симулированной реальности (голопалуба в серии Звёздный путь или остров, сделанный из стабилизированных нейтрино, как в фильме Солярис). Помимо этого часто используются такие приёмы, как использование технологий телепортации, защитных экранов, искусственной гравитации и т. д., позволяющих людям существовать в вакууме, смертельной радиации, невесомости или, наоборот, при высокой гравитации (в этом случае предлагается использовать антигравитацию) и т. п.

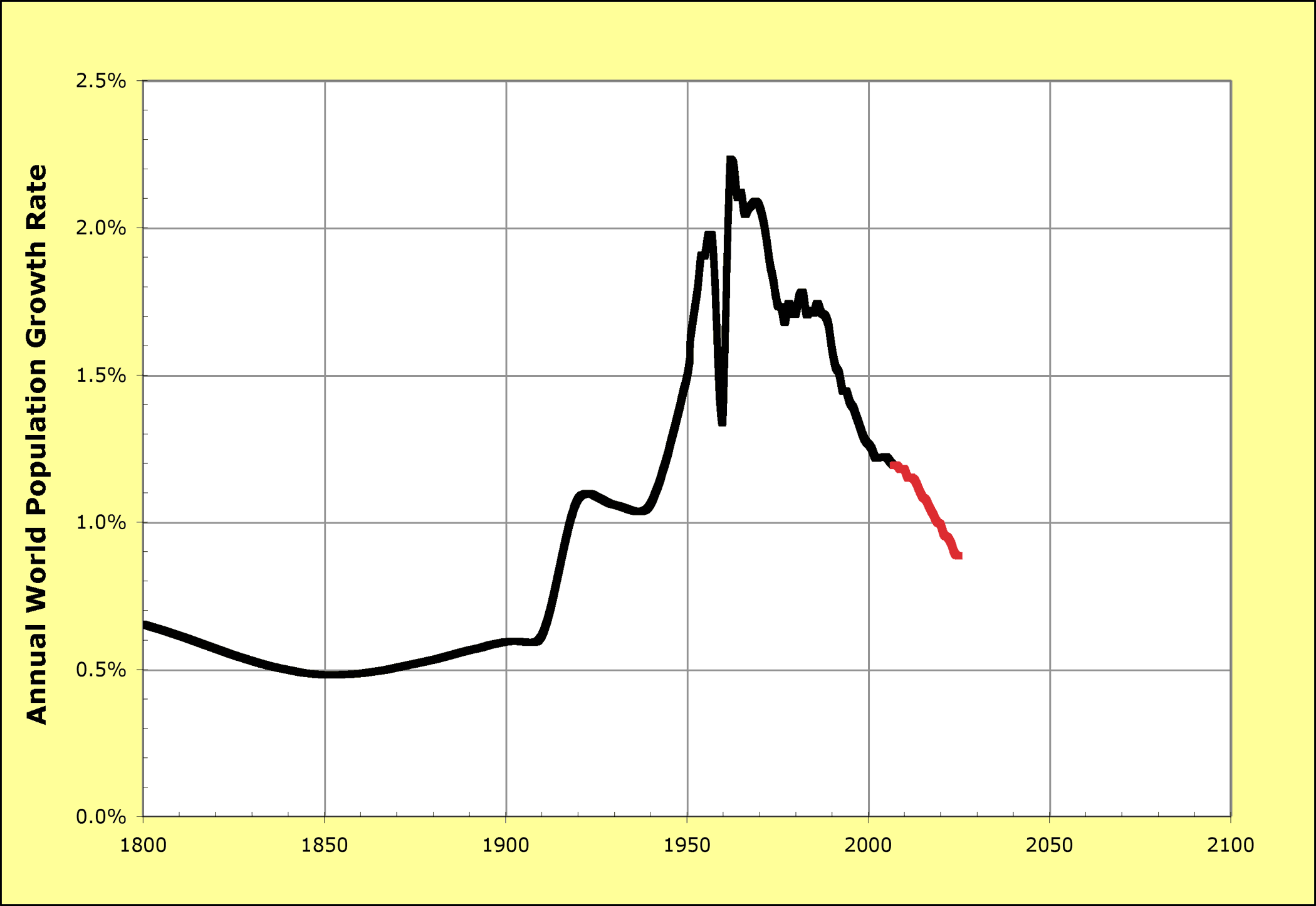
График темпов прироста населения Земли с 1800 года

Наконец, одним из способов является жёсткое ограничение прироста населения с его дальнейшим плавным, за счёт естественной смертности сокращением до разумного уровня с целью доведения потребления ресурсов до возможного минимума, при одновременном введении евгенических программ с целью предотвращения вырождения человеческой популяции и максимальном переходе на возобновляемые источники ресурсов. Однако его практическая реализация в настоящее время вступает в конфликт с такими объектами международного права, как индивидуальные права и свободы человека и гражданина/подданного, включая свободу полового поведения и право на неограниченное размножение, а также с соображениями сохранения суверенитета существующих национальных государств, мешающего введению эффективной глобальной системы демографической регуляции, основанной на потребностях человечества как глобального вида. Выбор данной методики действий в некотором смысле является отказом от развития человечества и его экспансии.
Ряд видных учёных (например, С. П. Капица) считали и считают вопрос ограниченности ресурсов и перенаселения планеты манипулятивным и надуманным. Отмечается, в частности, что сторонники перенаселения не учитывают развитие технологий и не учитывают реальные данные и мировые тенденции по демографии. Так, исследования С. П. Капицы показывают, что рост численности населения описывается значительно более сложными законами, чем экспонента. И изменение численности населения развивающихся стран, стран третьего мира, описываются той же кривой, что и для развитых стран, с отставанием по фазе, примерно, на 30 лет. Причём страны третьего мира вслед за развитыми и развивающимися странами уже перешли на ниспадающие темпы роста. Таким образом, уже сейчас численность населения планеты стабилизируется. Кроме того, в плане ресурсов сторонниками перенаселённости планеты не учитывается не только развитие технологий и неполное использование доступных ресурсных баз и месторождений, но и фактически не используемые в настоящее время мировой экономикой территории Гренландии, Антарктики, мирового Океана, экономическое освоение которых представляет собой вполне решаемую даже в настоящее время инженерно-техническую задачу.

Влияние микрогравитации на распределение жидкости в организме

## Последствия терраформирования для развития цивилизации
Уже на заре осмысления процессов терраформирования стало ясно, что последствия для всего развития цивилизации будут носить кардинально новый характер и глобальный масштаб. Последствия эти затронут все аспекты жизни человечества от физиологии живых организмов до религии. Характер этих последствий будет носить как положительные, так и отрицательные стороны. В самом деле людям придётся принять вследствие переселения на другие планеты, совершенно новые природные условия, и это найдёт прямое отражение как в организмах людей, так и в их сознании. Например, открытие Америки и заселение её территорий оказало очень большое воздействие на ход развития всей цивилизации, но оно не может идти ни в какое сравнение с тем преобразованием, которое несёт с собой заселение и терраформирование иных планет.
Уже во время начала освоения космического пространства люди столкнулись с явлениями невесомости и микрогравитации, обнаружив их поразительное физиологическое воздействие на организм человека. Иной вкус у пищи, атрофия мышц и многое другое заставили землян посмотреть на космос другими глазами, и в результате родилась космическая медицина. В случае переселения и последующего проживания на других планетах, земляне неизбежно столкнутся со значительными изменениями в функционировании организмов и психологии будущих поколений первопоселенцев. Венера, Марс, спутники Юпитера и Титан обладают меньшей гравитацией, чем Земля, поэтому животные и растения должны будут приспособиться к новым условиям.

## В искусстве
Основная статья: Терраформирование в литературе и популярной культуре
Фильмы
- Прибытие — художественный фильм 1996 года режиссёра Дэвида Туи.

Компьютерные игры
- Maelstrom: The Battle for Earth Begins
- Horizon Zero Dawn
- Horizon Forbidden West